# Volleyball aquatique
Le volleyball aquatique ou water-volleyball (également appelé volleyball de piscine ou volleyball dans l'eau) est un jeu aquatique compétitif. Il peut être joué entre deux équipes, chaque équipe étant composée de un à quatre joueurs, selon la zone d'eau dans laquelle la partie se déroule.

## Histoire
Le volleyball aquatique a émergé des activités récréatives de la piscine, des sports, des clubs aquatiques, des parcs aquatiques, à travers l'unification des tournois de plage et d'eau. Dans les années 1990, les parcs aquatiques Disney proposaient des animations de volley-ball en piscine. DLRG- Ortsgruppe Havixbeck a organisé le premier tournoi de volleyball aquatique en 1985. Les États-Unis ont eux-mêmes développé un jeu de piscine puissant, créant des normes de volée[pas clair]. Le water-volley est pratiqué dans toutes les universités américaines.

## Noms
Le sport est connu sous plusieurs noms dans différents pays, tels que : aqua-volei au Brésil, voleibol acuático en Espagne, Wasser-Volleyball en Allemagne, acqua pallavolo en Italie, vodní volejbal en Tchèque, splash/pool/water volley aux États-Unis.

## Règles

### Terrain
Le terrain doit être un rectangle d'une longueur de trois à six mètres et d'une largeur de deux mètres à cinq mètres. Le filet doit s'étendre sur toute la largeur du terrain et être centré sur la longueur afin que les deux joueurs aient une quantité égale de terrain. Dans la plupart des piscines, il y a une extrémité profonde et une extrémité peu profonde.
Si possible, essayer de mettre le filet là où les deux joueurs sont dans le grand bain.

### Mode de jeu
Le water-volley se joue entre deux équipes, généralement composées de un à quatre joueurs.
Une équipe est choisie pour servir en premier, après quoi elle sert deux fois (le serveur doit frapper la balle vers le haut) puis l'équipe qui n'a pas servi en premier sert deux fois, et le jeu continue de cette façon. Le vainqueur est la première équipe à marquer onze points. Cependant, si le score atteint dix à égalité, la partie se poursuit jusqu'à ce qu'une équipe marque soit deux points d'avance sur l'autre équipe, soit quinze points, et remporte ainsi la partie.
Il y a généralement cinq jeux dans un match.